# Toshihide Maskawa
Toshihide Maskawa (japonès: 益川 敏英)  (Nagoya, 7 de febrer de 1940 - Kyoto, 23 de juliol de 2021) fou un físic teòric i professor universitari japonès conegut pel seu treball sobre la violació de CP que va ser guardonat amb una quarta part del Premi Nobel de Física l'any 2008 "pel descobriment de l'origen de la simetria trencada que prediu l'existència d'almenys tres famílies de quarks a la natura. "

## Biografia
Va néixer el 7 de febrer de 1940 a la prefectura d'Aichi, Japó. Després d'acabada la Segona Guerra Mundial, la família Maskawa van operar funcionar com a majoristes de sucre. Va estudiar física a la Universitat de Nagoya, on es va graduar el 1962 i doctorar el 1967. El seu assessor doctoral va ser el físic Shoichi Sakata. Interessat per la docència, va ser professor de la Universitat de Kyoto, de la qual va ser professor emèrit.
Des de la seva edat primerenca, a Maskawa li agradaven les curiositats, també va estudiar matemàtiques, química, lingüística i diversos llibres. A l'institut, li encantaven les novel·les, especialment les històries de detectius i de misteri i les novel·les de Ryūnosuke Akutagawa.

## Recerca científica
Interessat en la física de partícules, al costat del seu col·laborador Makoto Kobayashi realitzà importants descobriments al voltant del concepte de Violació CP. A partir dels seus treballs aconseguiren dissenyar la matriu Cabibbo-Kobayashi-Maskawa, la qual defineix els paràmetres de barreja entre quarks.
L'octubre de 2008 fou guardonat, juntament amb el seu col·laborador Kobayashi, amb el Premi Nobel de Física pel descobriment de l'origen de la ruptura de simetria, gràcies a la qual es pot predir l'existència d'almenys tres famílies de quarks en la naturalesa. Compartiren el premi amb Yoichiro Nambu, si bé la recerca d'aquest se centrà en el camp de la física subatòmica.